# Saint-Malo (quận)
Quận Saint-Malo là một quận của Pháp, nằm ở tỉnh Ille-et-Vilaine, ở vùng Bretagne. Quận này có 9 tổng và 63 xã.

## Các đơn vị hành chính

### Các tổng
Các tổng của quận Saint-Malo là: 
1. Cancale
2. Châteauneuf-d'Ille-et-Vilaine
3. Combourg
4. Dinard
5. Dol-de-Bretagne
6. Pleine-Fougères
7. Saint-Malo-Nord
8. Saint-Malo-Sud
9. Tinténiac

### Các xã
Các xã của quận Saint-Malo, và mã INSEE là: 
| 1. Baguer-Morvan (35009)                 | 2. Baguer-Pican (35010)                | 3. Bonnemain (35029)               |
| 4. Broualan (35044)                      | 5. Cancale (35049)                     | 6. Cherrueix (35078)               |
| 7. Châteauneuf-d'Ille-et-Vilaine (35070) | 8. Combourg (35085)                    | 9. Cuguen (35092)                  |
| 10. Dinard (35093)                       | 11. Dol-de-Bretagne (35095)            | 12. Epiniac (35104)                |
| 13. Hirel (35132)                        | 14. La Baussaine (35017)               | 15. La Boussac (35034)             |
| 16. La Chapelle-aux-Filtzméens (35056)   | 17. La Fresnais (35116)                | 18. La Gouesnière (35122)          |
| 19. La Richardais (35241)                | 20. La Ville-ès-Nonais (35358)         | 21. Lanhélin (35147)               |
| 22. Le Minihic-sur-Rance (35181)         | 23. Le Tronchet (35362)                | 24. Le Vivier-sur-Mer (35361)      |
| 25. Lillemer (35153)                     | 26. Longaulnay (35156)                 | 27. Lourmais (35159)               |
| 28. Meillac (35172)                      | 29. Miniac-Morvan (35179)              | 30. Mont-Dol (35186)               |
| 31. Pleine-Fougères (35222)              | 32. Plerguer (35224)                   | 33. Plesder (35225)                |
| 34. Pleugueneuc (35226)                  | 35. Pleurtuit (35228)                  | 36. Roz-Landrieux (35246)          |
| 37. Roz-sur-Couesnon (35247)             | 38. Sains (35248)                      | 39. Saint-Benoît-des-Ondes (35255) |
| 40. Saint-Briac-sur-Mer (35256)          | 41. Saint-Broladre (35259)             | 42. Saint-Coulomb (35263)          |
| 43. Saint-Domineuc (35265)               | 44. Saint-Georges-de-Gréhaigne (35270) | 45. Saint-Guinoux (35279)          |
| 46. Saint-Jouan-des-Guérets (35284)      | 47. Saint-Lunaire (35287)              | 48. Saint-Léger-des-Prés (35286)   |
| 49. Saint-Malo (35288)                   | 50. Saint-Marcan (35291)               | 51. Saint-Méloir-des-Ondes (35299) |
| 52. Saint-Pierre-de-Plesguen (35308)     | 53. Saint-Père (35306)                 | 54. Saint-Suliac (35314)           |
| 55. Saint-Thual (35318)                  | 56. Sougéal (35329)                    | 57. Tinténiac (35337)              |
| 58. Trans-la-Forêt (35339)               | 59. Tressé (35344)                     | 60. Trimer (35346)                 |
| 61. Trémeheuc (35342)                    | 62. Trévérien (35345)                  | 63. Vieux-Viel (35354)             |